# Talpó de Lavernède
El talpó de Lavernède (Microtus lavernedii) és una espècie de mamífer rosegador de la família dels cricètids. Viu a altituds d'entre 0 i 2.600 msnm a Àustria, Bòsnia i Hercegovina, Croàcia, Eslovènia, Espanya, França, Hongria, Itàlia, Sèrbia i Suïssa. És un animal oportunista que pot ocupar una gran varietat d'hàbitats. Té una llargada de cap a gropa de 97-140 mm, la cua de 26-51 mm i un pes de 20,5-59 g. Fou anomenat en honor d'E. Thomas de Lavernède. Durant molt de temps fou considerat una subespècie del talpó muntanyenc (M. agrestis).